# Xiaogui Shan
Xiaogui Shan (chinesisch 小龜山 ‚Kleine-Schildkröte-Hügel‘) ist ein 10 m hoher Hügel an der Ingrid-Christensen-Küste des ostantarktischen Prinzessin-Elisabeth-Lands. Er ragt nordnordöstlich der Zhongshan-Station im Norden der Halbinsel Xiehe Bandao in den Larsemann Hills auf.
Chinesische Wissenschaftler benannten ihn 1989 deskriptiv im Zuge von Vermessungsarbeiten. Der Hügel erinnerte sie in seiner Form an eine Schildkröte.